# Futbol gaelicki

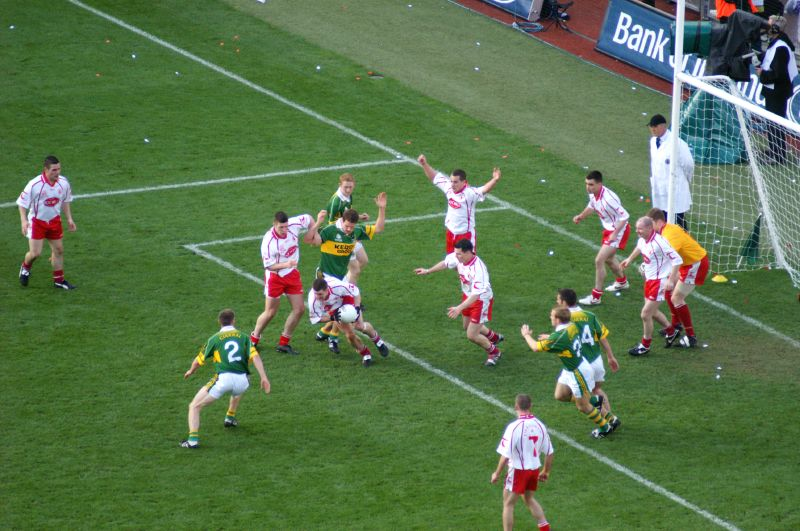
Zawodnicy grający w futbol gaelicki

Futbol gaelicki, futbol irlandzki (ang. Gaelic football, irl. Peil Ghaelach, peil lub caid) – sport drużynowy, jeden z irlandzkich sportów narodowych. Jest jedną z dyscyplin wywodzących się z Caid, tradycyjnych gier zespołowych rozgrywanych w Irlandii przynajmniej od średniowiecza.
Mecze rozgrywają dwa zespoły złożone z 15 graczy każdy, na prostokątnym trawiastym boisku. Celem gry jest zdobycie jak największej liczby punktów poprzez wkopanie lub wbicie ręką piłki do bramki drużyny przeciwnej (3 punkty), lub też poprzez przerzucenie lub kopnięcie piłki ponad poprzeczką zawieszoną 2,5 metra ponad bramką (1 punkt).
Gra stanowi połączenie koszykówki, piłki nożnej, rugby i siatkówki: okrągłą piłkę o obwodzie ok. 65 centymetrów można nieść, kozłować, kopać, podbijać nogą i odbijać rękoma. Podobnie jak w piłce nożnej, gracze w drużynie mają ściśle określone role na boisku; typowe ustawienie drużyny to jeden bramkarz, sześciu obrońców (ang. backs), dwóch środkowych i sześciu napastników. Liczba zawodników na ławce rezerwowych jest zmienna.
Futbol irlandzki jest jedną z czterech dyscyplin określanych wspólnym mianem gier gaelickich, których rozwojem zarządza Gaelickie Stowarzyszenie Atletyczne (ang.  Gaelic Athletic Association; GAA), największa organizacja sportowa w Irlandii. Futbol gaelicki jest także, obok hurlingu i camogie, jedną z ostatnich czysto amatorskich dyscyplin sportowych na świecie: zarówno gracze, jak i trenerzy czy managerowie drużyn nie mogą otrzymywać żadnego wynagrodzenia.
Gra największą popularność zdobyła w Irlandii, gdzie mecze tej dyscypliny przyciągają najwięcej widzów spośród wszystkich gier zespołowych, jednak drużyny istnieją także w Wielkiej Brytanii, w Ameryce Północnej i Australii. Finały najważniejszych rozgrywek, Mistrzostw Ogólno-Irlandzkich All-Ireland Senior Football Championship, rozgrywane co roku na stadionie Croke Park w Dublinie, przyciągają regularnie przeszło 80 tysięcy widzów. Poza mistrzostwami w ciągu roku trwają także rozgrywki Narodowej Ligi Futbolowej (ang. National Football League) oraz rozgrywki klubowe w ramach Ogólno-Irlandzkich Mistrzostw Klubowych (ang.  All-Ireland Club Championship). Poza Irlandią sport ten popularny jest głównie w tych rejonach świata, gdzie istnieje silna irlandzka diaspora. Największym stadionem przystosowanym do gry w futbol irlandzki poza samą Irlandią jest zlokalizowany w Nowym Jorku stadion Gaelic Park.

## Zasady

### Prowadzenie piłki, punktacja, kontakt fizyczny
Ostatnia nowelizacja przepisów miała miejsce 1 stycznia 2014 roku.
Podczas rozgrywki każdy gracz może zrobić jeden kozioł, potem cztery kroki i podbić piłkę nogą, ale nie może np. zakozłować piłką dwa razy. Piłkę można również prowadzić nogą jak w piłce nożnej. Celem ustalenia wyniku gole są przeliczane na punkty: za strzał do bramki są trzy punkty, a za strzał nad poprzeczką, jeden punkt. Gracze mogą przepychać się ramię w ramię, przestrzegając ściśle określonych przepisów, m.in. jedna noga atakującego musi znajdować się na ziemi, zakazane są uderzenia, popchnięcia, podcinanie oraz ciągnięcie za koszulkę a także ataki frontalnie. Zakazane jest również atakowanie zawodnika kopiącego.

### Kary i wykluczenia
Futbol gaelicki ma rozbudowany system kar, kary mają cztery stopnie: noting infraction (przewinienie informujące), cautionable infraction (przewinienie ostrzegające), immediate ordering off infractions (przewinienie wykluczające), cynical behaviour foul (faul cynicznego zachowania).
Noting infraction
Dwa takie zdarzenia skutkują żółtą kartką, trzy skutkują czerwoną kartką i wykluczeniem z gry.
1. Przytrzymywanie zawodnika rękoma
2. Używanie pięści w celu wybijania piłki z rąk przeciwnika
3. Atak na przeciwnika frontalny lub od tyłu
4. Atak na zawodnika
  - nie będącego w posiadaniu piłki
  - kopiącego piłkę
  - jeśli obaj zawodnicy nie biegną w kierunku piłki
5. Atak na zawodnika dający przewagę koledze z drużyny

Cautionable intraction
Za każde z tych zagrań gracz otrzymuje żółtą kartkę, dwie żółte kartki skutkują czerwoną kartką i wykluczeniem z gry.
1. Blokowanie lub próba blokowania nogą gdy przeciwnik kopie piłkę z rąk
2. Atakowanie lub próba ataku przeciwnika nogą gdy ten podnosi lub kopie piłkę znajdującą się na ziemi
3. Stosowanie brutalnych zagrań
4. Symulowanie urazu bądź wymuszanie faulu

Immediate ordering off infractions
Za każde z tych zagrań gracz otrzymuje czerwoną kartkę i musi opuścić boisko, na boisku występuje jeden zawodnik mniej.
1. Uderzenie bądź próba uderzenia przy pomocy ramienia, łokcia, dłoni, kolana bądź głowy
2. Kopanie przeciwników
3. Stwarzanie zagrożenia dla przeciwnika
4. Plucie na przeciwnika
5. Deptanie
6. Zagranie wywołujące kontuzje
7. Obrażanie słowne sędziego, liniowych i innych oficjeli

Cynical behaviour foul
Za każdą z tych czynności gracz otrzymuje czarną kartkę i musi opuścić boisko ale trener ma prawo w jego miejsce wprowadzić innego zawodnika z ławki rezerwowych (trenerowi przysługują trzy takie zmiany na mecz).
1. Celowe obalanie przeciwnika
2. Celowe podcinanie przeciwnika ręką, nogą bądź stopą
3. Kontakt z przeciwnikiem po tym jak oddał już piłkę celem wyeliminowania go z akcji
4. Grożenie lub obrażanie innych zawodników na boisku
5. Agresywne odnoszenie się do oficjeli

## Rozgrywki
Dyscyplina uprawiana jest głównie na Wyspach Brytyjskich i tam też mają miejsce najważniejsze rozgrywki. Najpopularniejszym turniejem są Mistrzostwa Ogólno-Irlandzkie (All-Ireland Senior Football Championship), coroczny turniej rozgrywany na stadionie Croke Park. Drugą trochę mniej prestiżową imprezą jest Allianz Football League.

## Futbol gaelicki w Polsce
W Polsce istnieją trzy kluby GAA w którym uprawia się futbol gaelicki, Cumann Warszawa, Wrocław Éire Óg oraz Bydgoszcz CLG.